# Kesselhaus der ehemaligen Raffinerie (Messel)
Das Kesselhaus der ehemaligen Raffinerie war ein Bauwerk in Messel, Ortschaft im Landkreis Darmstadt-Dieburg in der Region Starkenburg (Südhessen).

## Geschichte und Beschreibung
Das Kesselhaus der damaligen „Paraffin- und Mineralölfabrik Messel“ in der „Fabrikstraße“ wurde im Jahre 1927 nach Plänen der Architekten Marquart und Eugen Seibert erbaut. Stilistisch gehörte das Bauwerk zum Bauhausstil. Der mächtige Klinkerbau stand auf einem hohen Betonsockel. Die Fassade wurde durch schmale vertikale Glasfenster gegliedert.
Den horizontalen Abschluss bildete ein breites karniesartig umlaufendes Betonband, über dem friesartig über den Fenstern halbrunde Fensteröffnungen angeordnet waren. Das Mauerwerk war horizontal strukturiert, indem jede zweite Klinkerlage etwas hervortrat. Zum Haupteingang führte eine hohe zweiläufige Treppe mit einer massiven Brüstung.

## Denkmalschutz
Der qualitätvolle Industriebau war als wichtiges Zeugnis einer Architekturepoche aufgrund des Hessischen Denkmalschutzgesetzes aus baugeschichtlichen Gründen ein Kulturdenkmal und stand unter Denkmalschutz. Seit vielen Jahren ohne Nutzung wollte die damalige Eigentümerin, die Firma Xella, die Kosten für den Erhalt nicht mehr tragen. Nach der Abwägung zwischen Denkmalschutz und Eigentumsgarantie kam der damalige Hessische Minister für Wissenschaft und Kunst, Udo Corts, in einem Dissensverfahren nach dem Hessischen Denkmalschutzgesetz zu dem Ergebnis, dass in diesem Fall die wirtschaftliche Zumutbarkeit für die Eigentümerin nicht mehr gegeben sei. Damit trat der Denkmalschutz zurück und dem Antrag auf Abbruch des Gebäudes wurde stattgegeben.